# Dolichopeza paucisetosa
Dolichopeza paucisetosa är en tvåvingeart som beskrevs av Alexander 1937. Dolichopeza paucisetosa ingår i släktet Dolichopeza och familjen storharkrankar. Inga underarter finns listade i Catalogue of Life.